# Martin Rinderknecht

Martin Rinderknecht, 2015

Martin Rinderknecht (* 20. Mai 1972 in St. Georgen) ist ein deutscher Fotograf und Designer.

## Leben
Rinderknecht hat eine Ausbildung an der Feintechnikschule in Schwenningen zum Feinwerktechniker und technischen Zeichner abgeschlossen.
Seit 2000 stellt er Auftragsarbeiten im Bereich People-Fotografie her. Rockbands und Künstler wie Fury in the Slaughterhouse, Carl Carlton, Die Wohnraumhelden, Christoph Stein-Schneider, Motörhead, Tommy Lee (Mötley Crüe), Wayne Hussey, Ritchie Blackmore & Candice Night von Blackmore’s Night, Kai und Thorsten Wingenfelder, Gero Drnek, Ossy Pfeiffer, Andora gehören zu seinen Kunden.
Er begleitete die hannoversche Rockband Fury in the Slaughterhouse im Bereich Fotografie und Cover Design von 2002 mit The Color Fury, einem Projekt mit dem deutschen Pop-Artisten Andora bis zur Abschluss-Tour 2008. In dieser Zeit sind DVDs und Studioalben (The Color Fury, Nimby und Every Heart Is A Revolutionary Cell) entstanden. Zudem überarbeitete Rinderknecht alle Alben der Band, die unter dem Label Kick it out als Remaster veröffentlicht wurden.
Rinderknecht lebt und arbeitet in Hannover. Zusammen mit der Illustratorin Anne-Rikta Grobe hat er zwei Kinder. Er leitet die Agentur RpunktMEDIA GmbH. Seit 2008 ist Rinderknecht in der Filmbranche als Operator und Kameramann für Spezialaufnahmen tätig.

## Auszeichnungen
Für die Entwicklungen des mobilen Röntgengerätes XDR erhielt Rinderknecht 2008 und 2013 den Red Dot Design Award.

## Film und Fernsehen
Martin Rinderknecht entwickelte 2004 den „Digicopter“ (RC Helikopter mit Kamera), mit dem aus bis zu 150 Metern Höhe Luftaufnahmen und Videos für Kino- und Fernsehproduktionen sowie Werbeaufnahmen und Imagefilme entstehen. Unter den Filmen waren zuletzt The Lake von Luc Besson, Der geilste Tag von Florian David Fitz und Snowden von Oliver Stone, unter den Fernsehserien Alarm für Cobra 11 und die Tatort-Reihe. Die Luftaufnahmen werden mit den Kameramann Nikolaj Georgiew BvK und Johannes Heine im Auftrag von Filmproduktionen und TV Sendern hergestellt.

## Filmografie
Kinofilme
- 2018  Head full of Honey (Regie: Til Schweiger)
- 2017  Klassentreffen 1.0 (Regie: Til Schweiger)
- 2017  Vielmachglas (Regie: Florian Ross)
- 2017  Hilfe, ich hab meine Eltern geschrumpft (Regie: Tim Trageser)
- 2017  Hot Dog (Regie: Thorsten Künstler)
- 2016  Dieses bescheuerte Herz (Regie: Marc Rothemund)
- 2016  Wer hat eigentlich die Liebe erfunden (Regie: Kerstin Polte)
- 2016  Der Mann aus dem Eis (Regie: Felix Randau)
- 2016  Wendy – Der Film (Regie: Dagmar Seume)
- 2016  Die Pfefferkörner (Regie: Christian Theede)
- 2016  High Society (Regie: Anika Decker)
- 2016  Vier gegen die Bank (Regie: Wolfgang Petersen)
- 2016  Out Of Control (Regie: Axel Sand)
- 2015  The Lake (Regie: Steven Quale)
- 2015  Die dunkle Seite des Mondes (Regie: Stephan Rick)
- 2015  Rico, Oskar und der Diebstahlstein (Regie: Neele Leana Vollmar)
- 2015  Die Mitte der Welt (Regie: Jakob M. Erwa)
- 2015  Tschiller – Off Duty (Regie: Christian Alvart)
- 2015  Tschick (Regie:  Fatih Akin)
- 2015  Allein gegen die Zeit (Regie: Christian Theede)
- 2015	Snowden (Regie: Oliver Stone)
- 2015	Der geilste Tag (Regie: Florian David Fitz)
- 2015	Sum1 (Regie: Stephan Rick)
- 2015	Smaragdgrün (Regie: Felix Fuchssteiner)
- 2014	PointBreak (Regie: Ericson Core)
- 2014	Im Labyrinth des Schweigens (Regie: Giulio Ricciarelli)
- 2014	Honig im Kopf (Regie: Til Schweiger)
- 2014	Der Nanny (Regie: Matthias Schweighöfer)
- 2014	Unfriend (Regie: Simon Verhoeven)
- 2014	Boy 7 (Regie: Ozgür Yıldırım)
- 2014	Autobahn (Regie: Eran Creevy)
- 2014	Miss Suxtie (Regie: Sigrid Hoerner)
- 2013	Buddy (Regie: Bully Herbig)
- 2013	Der Bau (Axel Prahl)
- 2013	Nicht mein Tag (Regie: Peter Thorwarth)
- 2013  Im Winter so schön
- 2013	Northmen (Regie: Claudio Faeh)

Werbefilme
- 2015	Kuschelrock 29 – SONY Music
- 2015	AUDI Quattro RS6 – Karen Film
- 2015	Volkswagen Golf Variant – MPG Düsseldorf
- 2015	Volkswagen Touran – MPG Düsseldorf
- 2015	Volkswagen Passat – MPG Düsseldorf
- 2014	Telekom Amazon Fire Phone – Tony Petersen Film
- 2014	Volkswagen Scirocco – MPG Düsseldorf
- 2014	AUDI S3 Cabriolet – Simon Puschmann
- 2014	BMW M4 – Simon Puschmann
- 2014	Volkswagen Passat – MPG Düsseldorf
- 2014	Volkswagen Touareq – MPG Düsseldorf
- 2014	Kuschelrock 28 – SONY Music
- 2013	Montanya – Starwatch
- 2013	Kuschelrock 27 – SONY Music
- 2013	Klasse – Mercedes-Benz (im Auftrag Sabotage Film)
- 2012  Generali Versicherung – Werbespot (Produktion und Regie Holger Hage)
- 2012	Blue Power – Wolf-Garten (im Auftrag ActionConcept)
- 2012	SLS AMG e-Drive – Mercedes-Benz (im Auftrag Sabotage Film)
- 2012	CLA AMG – Mercedes-Benz (im Auftrag Sabotage Film)
- 2012	Der Arocs – Mercedes-Benz (im Auftrag elemt-e)

TV-Spielfilme
- 2018 Maxxie ermittelt – Der Koch ist tot (Regie: Markus Sehr)
- 2018 Jenseits der Angst (Regie: Thorsten Näter)
- 2018 Der Anfang von etwas (Regie: Thomas Berger)
- 2018 Einmal Sohn, immer Sohn (Regie: Thomas Jauch)
- 2018 Vernau – Totengebet (Regie: Josef Rusnak)
- 2018 Friesland – Asche zu Asche (Regie: Sven Nagel)
- 2018 Dogs of Berlin Staffel 1/2018 – Netflix – Christian Alvart
- 2018 Sarah Kohr – Das verschwundene Kind TV-Film (Reihe) Christian Theede
- 2018 Solo für Weiss – Für immer schweigen TV-Film (Regie: Maria von Heland)
- 2018 Unschuldig TV-Mehrteiler Nicolai Rohde
- 2018 Alarm für Cobra 11 – Die Autobahnpolizei TV-Serie diverse
- 2017 Der Mordanschlag TV-Mehrteiler Miguel Alexandre
- 2017 ZDF – Soko Wismar Vorspann/Regie Marcus O. Rosenmüller
- 2017 Das Joshua-Profil TV-Film Jochen Alexander Freydank
- 2017 Sarah Kohr – Mord im alten Land TV-Film (Reihe) Marcus O. Rosenmüller
- 2017 Parfum (aka Die Geschichte des Parfums) TV-Serie Philipp Kadelbach
- 2017 SOKO Wismar TV-Seriediverse
- 2017 Unter anderen Umständen – TV-Film (Reihe) Judith Kennel
- 2017 Nord bei Nordwest VII – TV-Film (Reihe) Christian Theede
- 2017 Die Klempnerin Serienpilot diverse
- 2017 Rockstars zähmt man nicht TV-Film Kai Meyer-Ricks
- 2017 Dogs of Berlin Staffel 1/2017 TV-Serie Christian Alvart
- 2017 Alarm für Cobra 11 – Die Autobahnpolizei TV-Serie diverse
- 2017 Rufmord TV-Film Viviane Andereggen
- 2017 Tatort – Mord ex Machina TV-Film (Reihe) Christian Theede
- 2017 Nord Nord Mord – Sievers TV-Film (Reihe) Thomas Jauch
- 2017 Nord Nord Mord – Clüver und der tote Koch TV-Film (Reihe) Anno Saul
- 2017 Entdecke die Mandy in Dir TV-Film Jan Markus Linhof
- 2017 Im Wald. Ein Taunuskrimi TV-Mehrteiler Marcus O. Rosenmüller
- 2017 Wut TV-Film Petra K. Wagner
- 2017 Vielmachglas Kinospielfilm Florian Ross
- 2017 Tod eines Mädchens 2 – TV-Film (Reihe) Thomas Berger
- 2017 Solo für Weiss 3 – TV-Film (Reihe) Judith Kennel
- 2017 Ein Lächeln nachts um vier TV-Film Jan Ruzicka
- 2016 In Wahrheit – Mord am Engelsgraben TV-Film (Reihe) Miguel Alexandre
- 2016 Tatort – Nachtsicht TV-Film (Reihe) Florian Baxmeyer
- 2016 Nord Nord Mord – TV-Film (Reihe) Thomas Jauch
- 2016 Matula – (Regie: Thorsten Näter) TV-Spielfilm
- 2016 Bozen-Krimi – (Regie: Thorsten Näter) TV-Spielfilm
- 2016 Nord Nord Mord – (Regie: Christian Theede) – TV-Spielfilm
- 2016 Tatort Kriegssplitter / Schweiz SRF (Regie: Tobias Ineichen)- TV-Spielfilm
- 2016 Unter anderen Umständen (Regie: Judith Kennel)- TV-Spielfilm
- 2016 Helen Dorn (Regie: Alexander Dierbach)- TV-Spielfilm
- 2016 Landgericht (Regie: Matthias Glasner)- TV-Spielfilm
- 2016 Neben der Spur – Dein Wille geschehe (Regie: Anno Saul) – TV-Spielfilm
- 2016 Harter Brocken 2 (Regie: Florian Baxmeyer)- TV-Spielfilm
- 2016 Tatort Durchgedreht / Köln WDR (Regie: Dagmar Seume)- TV-Spielfilm
- 2016 Alarm für Cobra 11 (Regie: Ralf Polinski)- TV-Spielfilm
- 2015 Der Maskenmann – TV-Spielfilm
- 2015 Die letzte Reise – TV-Spielfilm
- 2015 Hans im Glück – TV-Spielfilm
- 2015 Vertraue mir – TV-Spielfilm
- 2015 Vorstadtrocker (Regie: Martina Plura)
- 2015 Alarm für Cobra 11 – TV-Spielfilm
- 2015 Der kommissar und das Meer – TV-Spielfilm
- 2015 Reiff für die Insel – TV-Spielfilm
- 2015 Heimat ist kein Ort – TV-Spielfilm
- 2014 600 PS für zwei – TV-Spielfilm
- 2014 Winnetous Weiber – TV-Spielfilm
- 2014 Helen Dorn – TV-Spielfilm
- 2014 Der Totenmaler – TV-Spielfilm
- 2014 Witwenmacher – TV-Spielfilm
- 2014 Die kalte Wahrheit – TV-Spielfilm
- 2014 Tatort – Der Maulwurf – TV-Spielfilm
- 2014 Taunuskrimi 5 – Wer Wind sät – TV-Spielfilm
- 2014 Nord Nord Mord – TV-Spielfilm
- 2014 Tatort – Der Untote – TV-Spielfilm
- 2014 Unter anderen Umständen – TV-Spielfilm
- 2014 Der Kommissar und das Meer – TV-Spielfilm
- 2014 Tatort – Schwerelos – TV-Spielfilm
- 2014 Ein starkes Team – TV-Spielfilm
- 2014 Tatort – Borowski – TV-Spielfilm
- 2014 Neben der Spur – Amnesie – TV-Spielfilm
- 2014 Till Eulenspiegel – TV-Spielfilm
- 2014 Das tote Mädchen – TV-Spielfilm
- 2014 Der Tatortreiniger – TV-Spielfilm
- 2014 SOKO Wismar – TV-Spielfilm
- 2014 Alarm für Cobra 11 – TV-Spielfilm
- 2013 Der Kommissar und das Meer – TV-Spielfilm
- 2013 Ein Sommer in Ungarn – TV-Spielfilm
- 2013 Wenn es am schönsten ist – TV-Spielfilm
- 2013 Nichts mehr wie vorher – TV-Spielfilm
- 2013 Alarm für Cobra 11 – Die Autobahnpolizei – TV-Serie
- 2012 Die schöne Spionin – TV-Film
- 2012 Elli, gibt den Löffel ab – TV-Film
- 2012 Frühlingsgefühle – TV-Film (Reihe)
- 2012 Der Mallorca Detektiv – TV-Film
- 2012 Helden Wenn Dein Land Dich braucht – TV-Film
- 2012 Frühlingskind – TV-Film (Reihe)
- 2012 Münchhausen – Dokumentarfilm
- 2012 Alarm für Cobra 11 – Die Autobahnpolizei TV-Serie
- 2012 Turbo & Tacho – TV-Serie
- 2011 Frühling für Anfänger – TV-Film (Reihe)
- 2011 Abwasserverband Braunschweig – Imagefilm TVN
- 2011 Der Mann, der alles kann – TV-Film ARD